# 三十節式重機槍
三十節式重機槍是中國仿製的美國白朗寧M1917重機槍，由於在民國十年十月十日誕生故名三十節式，當時一個美國軍火商向地方軍閥吳佩孚推銷M1917水冷式重機槍，吳佩孚交由漢陽兵工廠仿製，口徑改為7.92毫米以便發射德式毛瑟子彈，但中國生產的三十節式和美國原廠的M1917相比品質差太遠，抗戰時期的主力已改為二四式重機槍，就連空軍用的也是原廠美製M1919（氣冷式M1917）而非三十節式改造的氣冷式航空機槍。

## 基本資料
- 槍長：960毫米
- 槍管長：610毫米
- 冷卻方式：水冷式
- 槍重：15.6公斤
- 口徑：7.92毫米
- 子彈：7.92×57毫米IS（尖彈）/7.92×57毫米sS（重尖彈）
- 子彈初速：824米/秒
- 供彈方式：250發布製彈帶

## 圖片

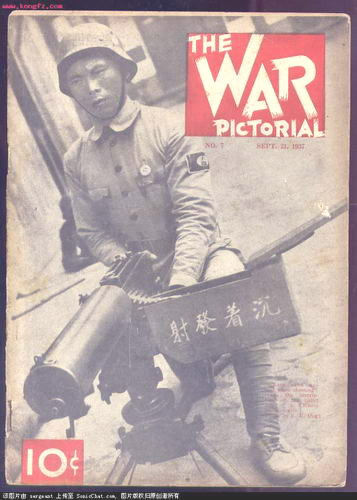
抗戰海報上的中國士兵和三十節式重機槍
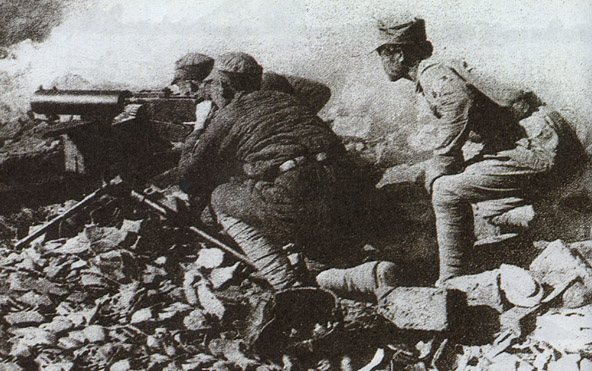
1938年武漢會戰時用三十節式重機槍反擊日軍的國軍士兵
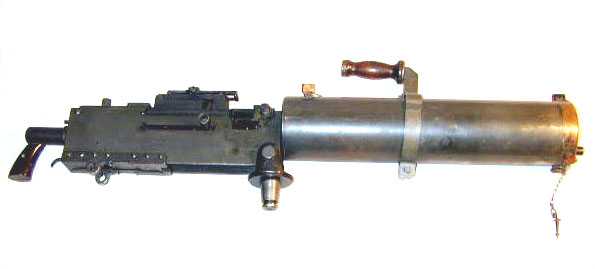
三十節式是美國M1917的仿製品